# Рафал Лещинський (белзький воєвода)
Рафал Лещинський (пол. Rafał Leszczyński; жовтень 1579, Белз — 29 березня 1636, Володава) — державний, військовий діяч Республіки Обох Націй (Речі Посполитої). Белзький воєвода, грубешівський, дубинський староста. Один з очільників протестантів. Прадід короля Станіслава Лещинського.

## Життєпис
Народився в жовтні 1579 року в м. Белзі. Був сином берестейського воєводи Андрія та його першої дружини Анни Фірлей. 
Навчався в школі «братів чеських» у Козьмінку, у університеті Гайдельберга, систематично — у Страсбургу, Базелі (тут мешкав у Яна Якуба Гринеуса — професора теології, який мав добрі стосунки з його родиною), приватно — у Галілео Галілея.
Публічну діяльність почав послом на сейм від Сандомирського воєводства в 1605 році. У 1606 році став старостою городельським, у 1612 році — віслицьким кастеляном, у 1618 — каліським. Як один з очільників польських протестантів перебував в опозиції до прогабсбурзької політики короля Сигізмунда ІІІ Вази. Також його називали «Папою кальвінів польських».
Після повернення додому не переставав цікавитися наукою, підтримував контакти зі зарубіжними вченими. Цікавився військовим мистецтвом, картографією, доручив зробити для себе мапу Галичини, Поділля, Волині. Крім латини, вільно розмовляв французькою, німецькою, італійською. Писав вірші, єдиним надрукованим його твором був переклад поеми Гійома дю Бартаса «Юдіт», виданий у 1629 році в Баранові. Замок у Баранові — одна з його резиденцій, тут була бібліотека, за каталогом 1627 року мала бл. 1700 одиниць. Найчастіше перебував у Володаві, де сприяв будівництву власного пишного двору, який разом з місцевим кальвінським збором, містечком дощенту згорів під час Хмельниччини. На думку нунція Вісконті, був одним з найкращих сенаторів Речі Посполитої.
Помер несподівано у Володаві, був похований у місцевому кальвінському зборі.

## Сім'я
Перша дружина — Анна Радзимінська гербу Бродзич (нар. 1635), донька воєводи Станіслава. Діти:
- Теодора
- Андрій
- Рафал
- Богуслав
- Владислав. 
Друга дружина — Катерина з Потіїв. Дітей у шлюбі не мали.

Внучка Теофіля (донька сина Рафала) була другою дружиною Рафала Бучацького-Творовського.